# بیگانه علیه غارتگر: آمرزش‌خوانی
بیگانه علیه غارتگر: آمرزش‌خوانی (به انگلیسی: Aliens vs. Predator: Requiem) یا بیگانه علیه غارتگر ۲ فیلمی محصول سال ۲۰۰۷ و به کارگردانی برادران استراس است. در این فیلم بازیگرانی همچون استیون پاسکول، ریکو آیلسورت، جان اورتیز، جانی لویس، ایریل گید، سام ترمل، رابرت جوی، کریستن هگر، دیوید پیتکاو، جینا هولدن، کریس ویلیام مارتین، چیلا هورسدال، لیام جیمز، تای اولسون، رینبو سان فرنکس ایفای نقش کرده‌اند.
این فیلم دنباله فیلم بیگانه علیه غارتگر می‌باشد.

## داستان
در ادامه قسمت اول، بیگانه از درون بدن غارتگر کشته شده بیرون می‌آید و با چند غارتگر دیگر درگیر می‌شود؛
در این درگیری چند غارتگر کشته می‌شوند و سفینه آسیب می‌بیند و به زمین سقوط می‌کند.
در این بین نیز 'دالاس هوارد' پس از گذراندن دوران زندان به تازگی به شهر گانیسون بازگشته است.او با کلانتری 'ادی مورالس' روبرو می شود و با برادر کوچکترش 'ریکی' به بحث و گفتگو می‌پردازد. ریکی به همکلاسی‌اش، 'جسی' علاقه دارد ، اما دائماً توسط دوست پسر جسی 'دیل' و دوستانش اذیت می شود.
'کلی اوبراین' نیز پس از بازگشت از خدمت در نیروی هوایی ارتش، به همسرش 'تیم' و دخترش 'مولی' ملحق می‌شود.
پس از سقوط سفینه، تنها غارتگر باقی مانده درخواست کمک ارسال می‌کند و سپس توسط بیگانه کشته می‌شود، بیگانه بلافاصه از سفینه خارج می‌شود و درون یک مرد شکارچی و پسر خردسالش، تخمگذاری می‌کند و خودش را به فاضلابی که پاتوق چند بی‌خانمان است می‌رساند و آنها را هم می‌کشد و تخمگذاری می‌کند.
در خواست کمکی که غارتگر قبل از مرگش فرستاده بود، توسط غارتگر دیگری در سیاه خودشان دریافت می‌شود و غارتگر با سفینه خود به سمت زمین حرکت می‌کند و با بررسی سفینه سقوط کرده متوجه ماجرا می‌شود. چندی بعد غارتگر، چند زنومورف ( بیگانه ) را در فاضلاب ردیابی می کند و دو نفر از آنها را شکست می دهد ، اما صحنه جنگ ناگهان از فاضلاب به سطح زمین می‌رسد و چهار بیگانه در شهر پراکنده می شوند. غارتگر، بیگانگان را تا نیروگاه تعقیب می کند ولی به دلیل شدت نور زیاد و تعداد بالای بیگانگان که مدام با کشتن انسان ها تعدادشان زیاد تر می‌شود با شلیک اشتباهی باعث قطع برق در سطح شهر می شود. ریکی و جسی که از هیچ چیز خبر ندارند، شبانه در استخر شنای دبیرستان با هم ملاقات می کنند اما دیل و دوستانش آنها را پیدا می‌کنند و درگیری بین آنها رخ می‌دهد، در این حین یک زنومورف وارد منطقه استخر می شود و دوستان دیل را می کشد. همزمان، زنومورف دیگری به خانه اوبراین حمله می کند و تیم را می کشد در حالی که کلی با مولی فرار می کند.
بیگانگان به مرور تعدادشان با کشتن انسان ها بیشتر می‌شود تا جایی که حتی به زایشگاه بیمارستان هم رحم نمی‌کنند و درون دختران باردار، تخمگذاری می‌کنند. غارتگر هم خود را به بیمارستان می‌رساند و ... .